# Isaac Solet
Isaac Solet Bomawoko (Melun, 16 giugno 2001) è un calciatore francese naturalizzato centrafricano, centrocampista del Göztepe, in prestito dallo Slavia Sofia, e della nazionale centrafricana.

## Biografia
È il fratello minore del calciatore Oumar Solet.

## Carriera

### Nazionale
Ha giocato nella nazionale francese Under-17.
Ha esordito con la nazionale maggiore centrafricana il 17 novembre 2023, nella partita di qualificazione al Mondiale 2026 persa per 4-2 contro le Comore.

## Statistiche

### Cronologia presenze e reti in nazionale
| Cronologia completa delle presenze e delle reti in nazionale ― Rep. Centrafricana | Cronologia completa delle presenze e delle reti in nazionale ― Rep. Centrafricana | Cronologia completa delle presenze e delle reti in nazionale ― Rep. Centrafricana | Cronologia completa delle presenze e delle reti in nazionale ― Rep. Centrafricana | Cronologia completa delle presenze e delle reti in nazionale ― Rep. Centrafricana | Cronologia completa delle presenze e delle reti in nazionale ― Rep. Centrafricana | Cronologia completa delle presenze e delle reti in nazionale ― Rep. Centrafricana | Cronologia completa delle presenze e delle reti in nazionale ― Rep. Centrafricana |
| Data                                                                              | Città                                                                             | In casa                                                                           | Risultato                                                                         | Ospiti                                                                            | Competizione                                                                      | Reti                                                                              | Note                                                                              |
| --------------------------------------------------------------------------------- | --------------------------------------------------------------------------------- | --------------------------------------------------------------------------------- | --------------------------------------------------------------------------------- | --------------------------------------------------------------------------------- | --------------------------------------------------------------------------------- | --------------------------------------------------------------------------------- | --------------------------------------------------------------------------------- |
| 17-11-2023                                                                        | Moroni                                                                            | Comore                                                                            | 4 – 2                                                                             | Rep. Centrafricana                                                                | Qual. Mondiali 2026                                                               | -                                                                                 | 42’                                                                               |
| 20-11-2023                                                                        | Bamako                                                                            | Mali                                                                              | 1 – 1                                                                             | Rep. Centrafricana                                                                | Qual. Mondiali 2026                                                               | -                                                                                 |                                                                                   |
| 22-3-2024                                                                         | Colombo                                                                           | Rep. Centrafricana                                                                | 6 – 0                                                                             | Bhutan                                                                            | Amichevole                                                                        | -                                                                                 | 71’                                                                               |
| 25-3-2024                                                                         | Colombo                                                                           | Rep. Centrafricana                                                                | 4 – 0                                                                             | Papua Nuova Guinea                                                                | Amichevole                                                                        | -                                                                                 | 46’                                                                               |
| 5-6-2024                                                                          | Oujda                                                                             | Rep. Centrafricana                                                                | 1 – 0                                                                             | Ciad                                                                              | Qual. Mondiali 2026                                                               | -                                                                                 | 60’                                                                               |
| 10-6-2024                                                                         | Kumasi                                                                            | Ghana                                                                             | 4 – 3                                                                             | Rep. Centrafricana                                                                | Qual. Mondiali 2026                                                               | -                                                                                 | 56’                                                                               |
| 5-9-2024                                                                          | El Jadida                                                                         | Rep. Centrafricana                                                                | 3 – 1                                                                             | Lesotho                                                                           | Qual. Coppa d'Africa 2025                                                         | 1                                                                                 |                                                                                   |
| 10-9-2024                                                                         | Franceville                                                                       | Gabon                                                                             | 2 – 0                                                                             | Rep. Centrafricana                                                                | Qual. Coppa d'Africa 2025                                                         | -                                                                                 | 90+2’                                                                             |
| 12-10-2024                                                                        | Oujda                                                                             | Marocco                                                                           | 5 – 0                                                                             | Rep. Centrafricana                                                                | Qual. Coppa d'Africa 2025                                                         | -                                                                                 | 46’                                                                               |
| 15-10-2024                                                                        | Oujda                                                                             | Rep. Centrafricana                                                                | 0 – 4                                                                             | Marocco                                                                           | Qual. Coppa d'Africa 2025                                                         | -                                                                                 | 68’                                                                               |
| 14-11-2024                                                                        | Bloemfontein                                                                      | Lesotho                                                                           | 1 – 0                                                                             | Rep. Centrafricana                                                                | Qual. Coppa d'Africa 2025                                                         | -                                                                                 | 54’                                                                               |
| 18-11-2024                                                                        | Johannesburg                                                                      | Rep. Centrafricana                                                                | 0 – 1                                                                             | Gabon                                                                             | Qual. Coppa d'Africa 2025                                                         | -                                                                                 | 28’                                                                               |
| Totale                                                                            |                                                                                   | Presenze                                                                          | 12                                                                                |                                                                                   | Reti                                                                              | 0                                                                                 |                                                                                   |